# Lumpektomie

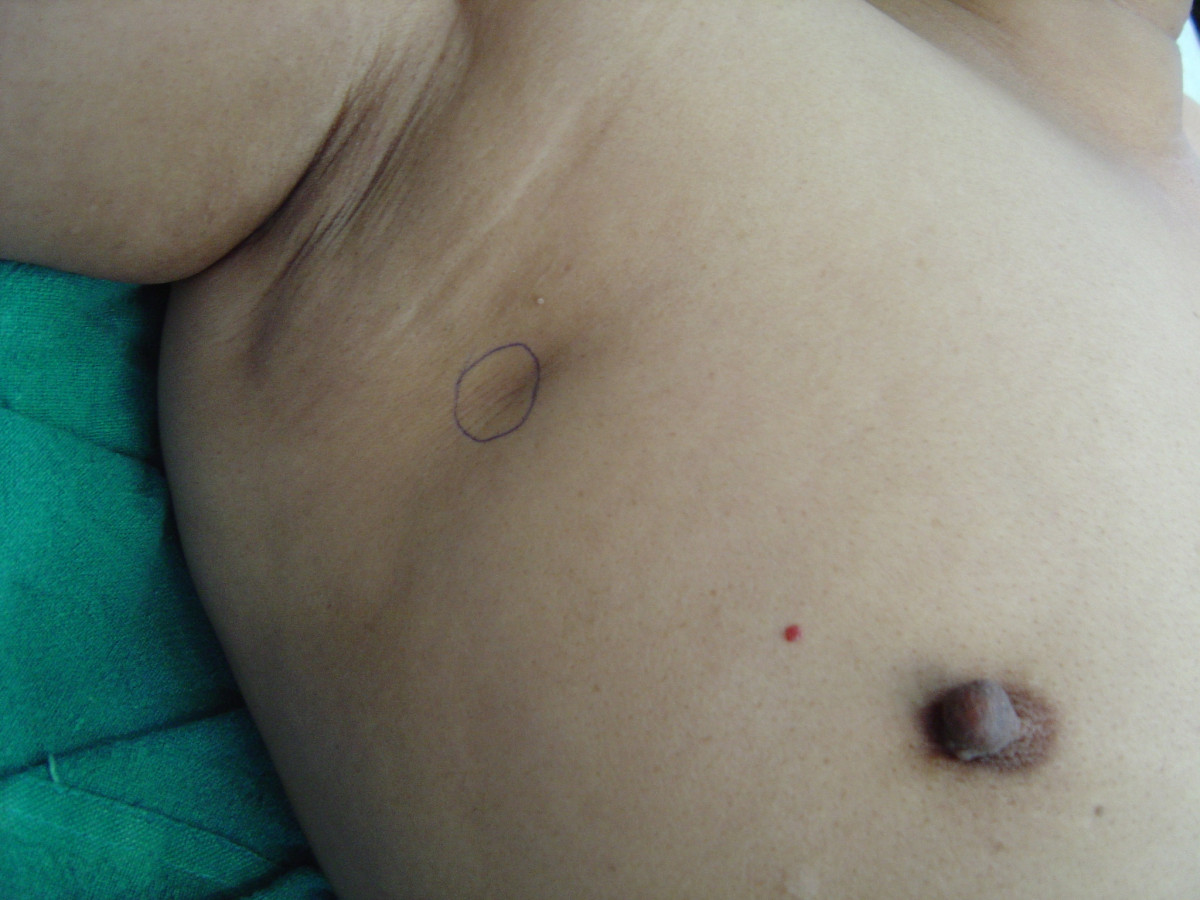
Eine 35-jährige Patientin mit einem Fibroadenom (ein gutartiger Brusttumor).

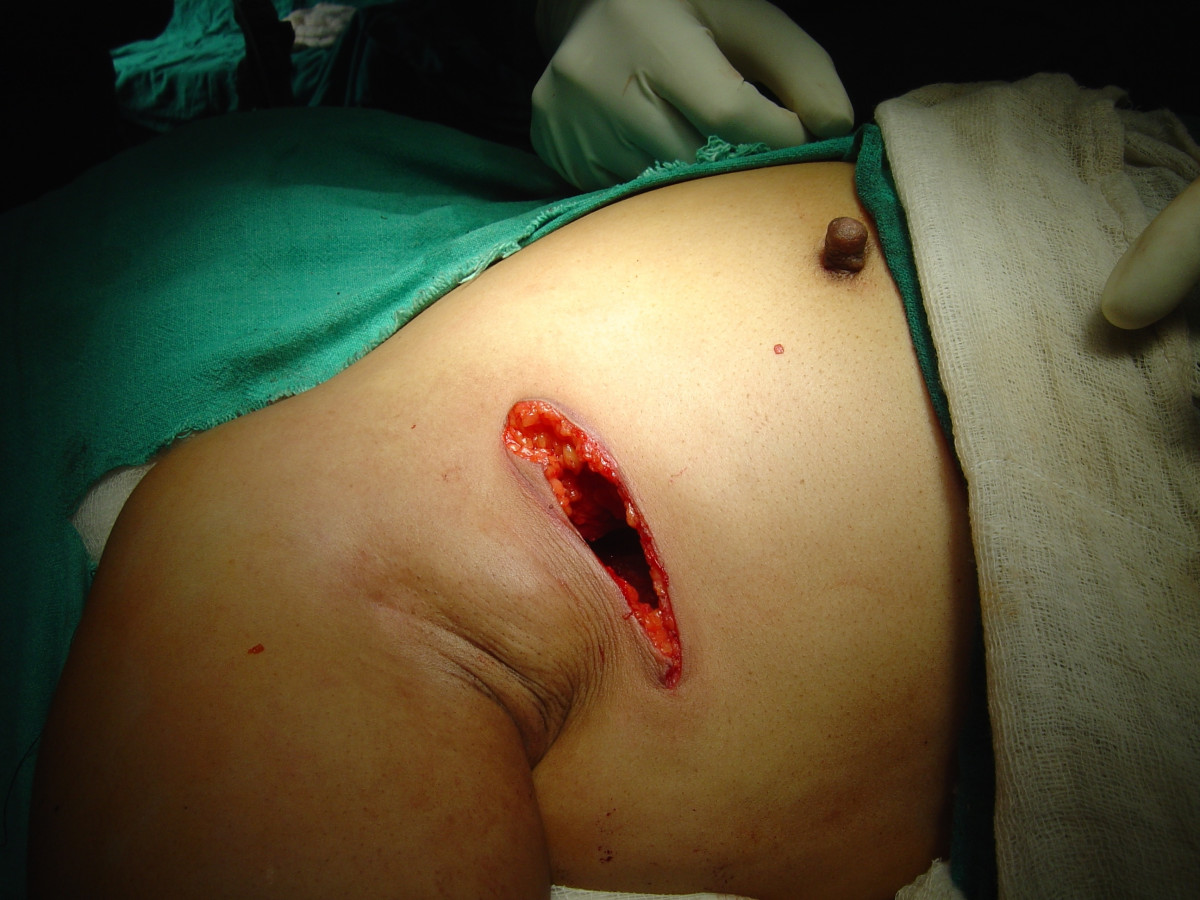
Die Lumpektomie und die Axilladissektion werden durch einen Einschnitt nacheinander durchgeführt.

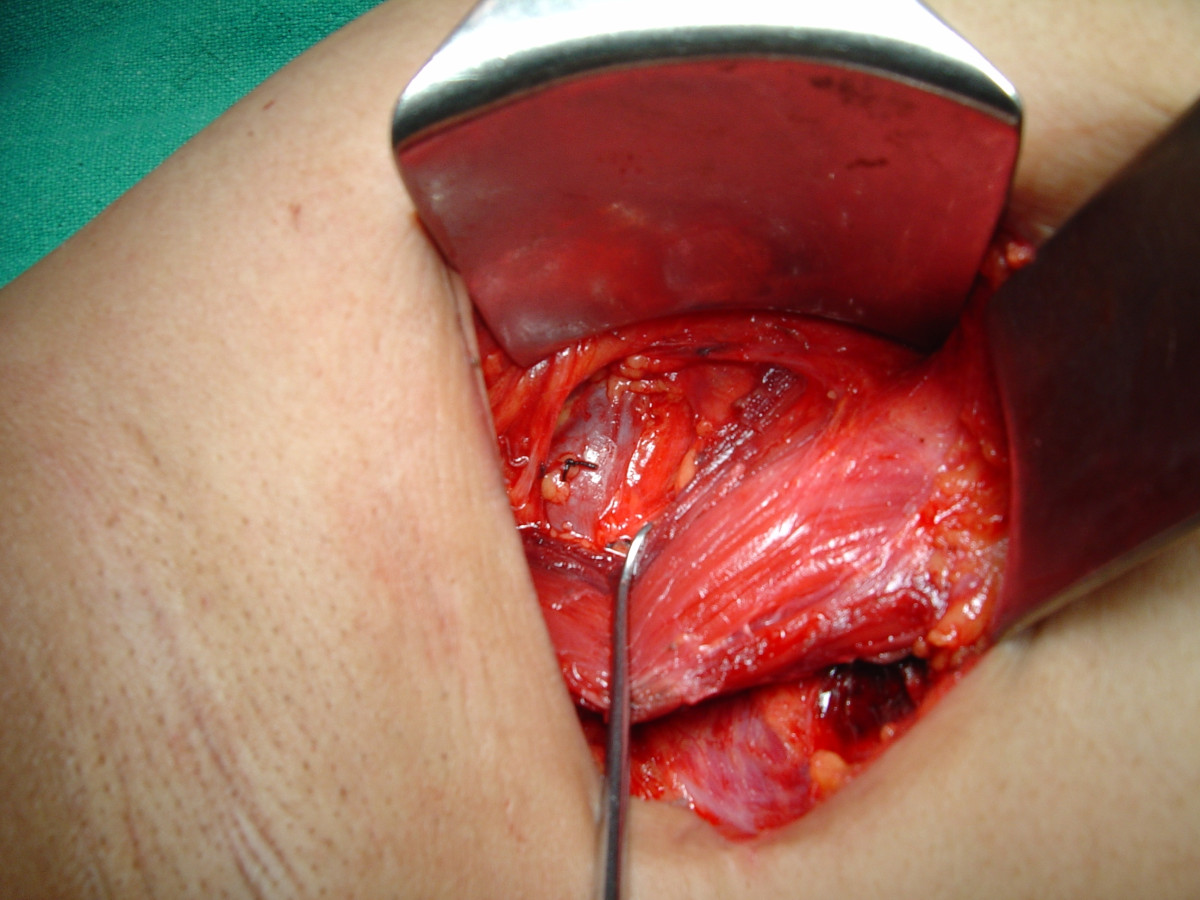
Der zurückgezogene Musculus pectoralis minor ermöglicht den Blick auf die Level-III-Lymphknoten der Achsel.

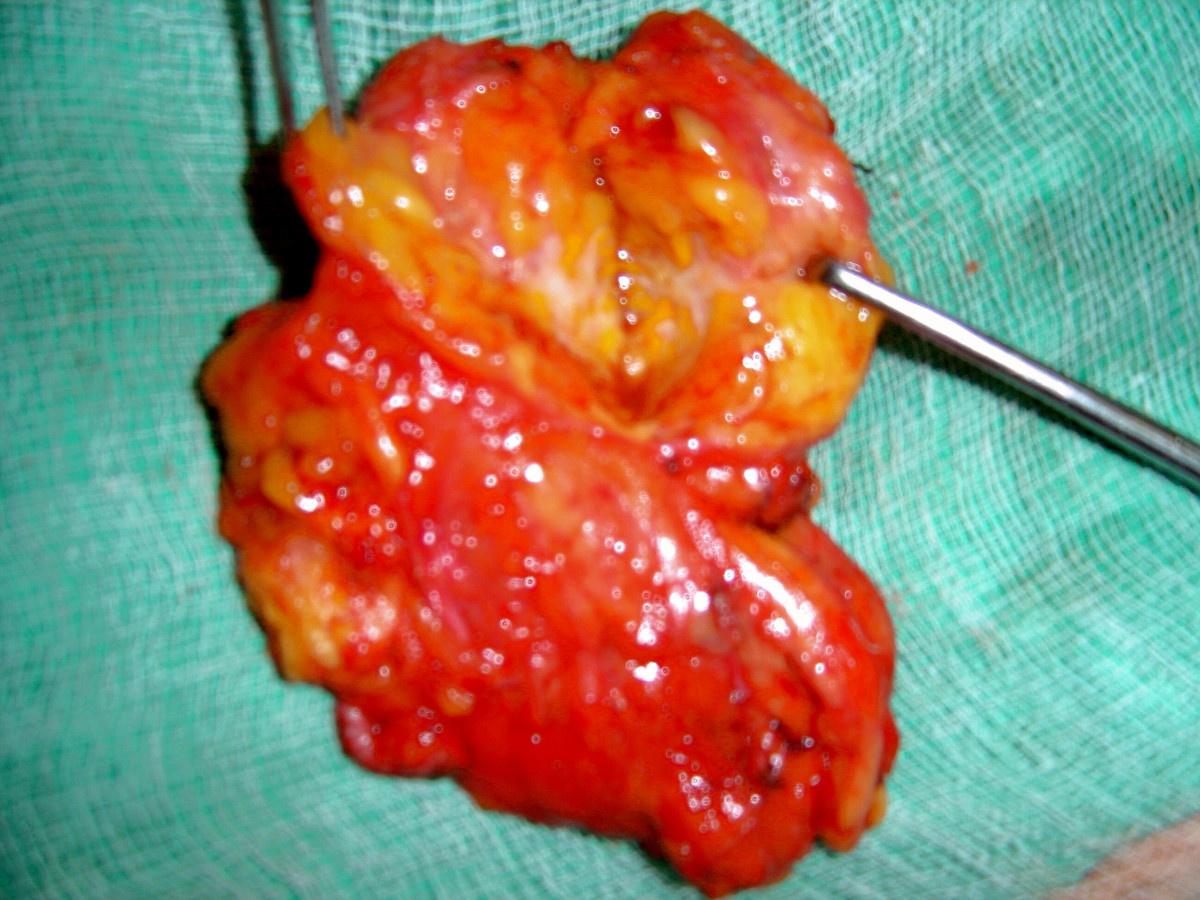
Das isolierte Fibroadenom. (alle Bilder)

Lumpektomie, auch weite Exzision genannt, ist die Bezeichnung für die brusterhaltende chirurgische Entfernung eines kleinen Tumors aus der Brust einer Patientin. Die Lumpektomie ist ein Verfahren aus der Gruppe der brusterhaltenden Therapien (BET).
In den meisten Fällen handelt es sich um maligne Tumoren (Brustkrebs), die entfernt werden. Bei der Lumpektomie wird nur der Tumor sowie das an ihn angrenzende Gewebe entfernt. Im Vergleich dazu wird bei einer Mastektomie die ganze Brust entfernt. Man spricht daher bei der Lumpektomie häufig auch von einer brusterhaltenden Operation. Dazu gehört aber auch die Quadrantektomie, bei der ein gesamter Quadrant der Brust, mit der darüberliegenden Hautspindel, entfernt wird.
Vor allem in älteren Publikationen findet sich auch der Begriff Thylektomie, beziehungsweise Tylektomie (griech. tylos = ‚Klumpen‘, ‚Knoten‘), für die Lumpektomie.

## Anwendung
Eine Lumpektomie kann sowohl für ein duktales Karzinom in situ (ductal carcinoma in situ, DCIS), als auch für ein invasives duktales Karzinom (invasive ductal carcinoma, IDC) und andere Krebserkrankungen der Brustdrüse angewendet werden. Eine Kontraindikation stellt dagegen das inflammatorische Mammakarzinom (inflammatory breast cancer, IBC) dar, das 1 bis 4 Prozent aller Brustkrebserkrankungen ausmacht. Auch multizentrische Karzinome, Tumoren mit multifokalen Herden, sowie eine ausgedehnte Beteiligung des lymphatischen Systems (Lymphangiosis carcinomatosa) sprechen gegen eine Lumpektomie. Der Tumordurchmesser sollte kleiner als 30 mm sein und die Haut nicht infiltrieren.
In einer im Jahr 2002 veröffentlichten Studie mit über 1800 Patientinnen waren die Überlebensraten der Kohorte mit Lumpektomie und anschließender Strahlentherapie vergleichbar mit der Gruppe, bei der die betroffene Brust per Mastektomie entfernt wurde. Die Autoren der Studie kommen zu dem Schluss, dass die Lumpektomie mit Strahlentherapie eine adäquate Therapie für Frauen mit Brustkrebs ist, wenn der Tumor vollständig entfernt und das kosmetische Ergebnis zufriedenstellend ist. Eine zweite Studie mit über 700 Patientinnen aus dem gleichen Jahr kommt zu ähnlichen Resultaten und erklärt die brusterhaltende Therapie zum Mittel der Wahl bei relativ kleinen Tumoren.
Mehrere Studien sind zu dem Ergebnis gekommen, dass die Radikalität der zur Entfernung des Tumors angewandten Operation keinen Einfluss auf ein Lokalrezidiv hat. Es gibt daher prinzipiell keine durch die Tumorgröße bedingte Kontraindikation bezüglich einer Lumpektomie. Da allerdings Tumoren mit einem Durchmesser größer als 30 mm in der Regel neoadjuvant therapiert werden, werden nur selten größere Tumoren mittels Lumpektomie entfernt. Ein wesentlicher Faktor ist das Verhältnis von Tumorgröße zu Brustgröße, insbesondere was das kosmetische Ergebnis betrifft. Tumoren der Klasse T3 und T4 werden nur sehr selten mittels Lumpektomie entfernt.
Unter Berücksichtigung der Kontraindikationen kann die Lumpektomie bei etwa 50 bis 65 Prozent aller an Brustkrebs erkrankten Frauen angewendet werden.

## Ausführung
Bei der Lumpektomie wird üblicherweise ein halbkreisförmiger Hautschnitt oberhalb des Tumors durchgeführt. In Fällen, in denen der Tumor unmittelbar unter der Haut sitzt, wird meist auch die Hautspindel entfernt. Der Schnitt ist in solchen Fällen eher elliptisch. Nach dem Einschnitt wird der Tumor mit zwei Fingern durch Betasten identifiziert und mittels einer Schere mit einem Saum gesunden Gewebes herausgeschnitten. Der Saum beträgt dabei etwa 10 bis 20 mm.
Einige Autoren raten von der Verwendung eines Elektrokauters bei der Dissektion ab, da dies in der Pathologie die Beurteilung des Tumors im Randbereich erschweren kann.
Nach der Lumpektomie erfolgt in der Regel eine Strahlentherapie. Es gibt bisher keine Studie, die gezeigt hat, dass die Strahlentherapie sicher weggelassen werden kann. Die Wahrscheinlichkeit für ein Rezidiv sinkt mit Strahlentherapie signifikant; die Überlebensrate ist dagegen unverändert.

## Komplikationen
Die häufigste Komplikation bei einer Lumpektomie ist ein Hämatom (Bluterguss). Eine sorgfältige Blutstillung nach der Exzision, beispielsweise durch Thermokoagulation, ist daher besonders wichtig.

## Weiterführende Literatur
- B. Behjatnia, J. Sim, L. W. Bassett, N. A. Moatamed, S. K. Apple: Does size matter? Comparison study between MRI, gross, and microscopic tumor sizes in breast cancer in lumpectomy specimens. In: International journal of clinical and experimental pathology. Band 3, Nummer 3, 2010, S. 303–309, PMID 20224728, PMC 2836507 (freier Volltext).
- M. Singh u. a.: The effect of intraoperative specimen inking on lumpectomy re-excision rates. In: World J Surg Oncol 8, 2010, 4. PMID 20082705
- F. A. Vicini u. a.: Pathologic and technical considerations in the treatment of ductal carcinoma in situ of the breast with lumpectomy and radiation therapy. In: Ann Oncol 10, 1999, S. 883–890. PMID 10509147 (Review)